# ميلفيل بوبو
ميلفيل بوبو (بالفرنسية: Melvil Poupaud)‏ هو كاتب سيناريو وعازف قيثارة وملحن ومخرج وممثل فرنسي، ولد في 26 يناير 1973 بباريس في فرنسا.

## أعمال

### أفلام
- (2005) وقت الرحيل
- (2007) رجل ضائع
- (2009) الملجأ[8]
- (2015) بجوار البحر

## وصلات خارجية
- ميلفيل بوبو على موقع IMDb (الإنجليزية)
- ميلفيل بوبو على موقع روتن توميتوز (الإنجليزية)
- ميلفيل بوبو على موقع قاعدة بيانات الأفلام العربية
- ميلفيل بوبو على موقع ألو سيني (الفرنسية)
- ميلفيل بوبو على موقع ميوزك برينز (الإنجليزية)
- ميلفيل بوبو على موقع أول موفي (الإنجليزية)
- ميلفيل بوبو على موقع قاعدة بيانات الأفلام السويدية (السويدية)
- ميلفيل بوبو على موقع ديسكوغز (الإنجليزية)
- ميلفيل بوبو على موقع قاعدة بيانات الفيلم (الإنجليزية)
- ميلفيل بوبو على موقع كينوبويسك (الروسية)